# Pikes
Pour les articles homonymes, voir Pikes (homonymie).
 (septembre 2013).
Si vous disposez d'ouvrages ou d'articles de référence ou si vous connaissez des sites web de qualité traitant du thème abordé ici, merci de compléter l'article en donnant les références utiles à sa vérifiabilité et en les liant à la section « Notes et références ».
Albums de Buckethead
Twisterlend
(2013) Coat of Charms
(2013)
Pikes est le 69e album de Buckethead et le 34e volume de la série « Buckethead Pikes ». Les spéculations sur la nature de cet album commencèrent lorsque Buckethead publia Thank You Ohlinger's ainsi que The Pit, 35e et 36e volume de la série, sans mentionner pourquoi il avait évité le 34e volume. Au fil des jours, Buckethead continua d'offrir de nouveaux albums (Hollowed Out, It Smells Like Frogs et Twisterlend) sans donner de nouvelles du Pike manquant.
Le 27 novembre 2013, Pikes fut finalement le titre que prit le missing Pike. Il fut offert en version numérique et en version limitée (300 exemplaires) consistant d'un album à pochette vierge dédicacée et numérotée de 1 à 300 par Buckethead pour être livré le 10 décembre 2013.
L'album est une suite directe à Pumpkin, Pike précédent (suivant le numéro de chaque pochette), dû aux titres des pistes, de la pochette et du nom de l'album. En effet, les pistes sur Pumpkin se nomment toutes Pumpkin Pikes de 1 à 18 alors que sur Pikes elles vont de 19 à 27. De plus Pumpkin et Pikes forment  Pumpkin Pikes, titres de toutes les pistes.

## Liste des titres
| 1.    | Pumpkin Pikes 19 | 6:00 |
| 2.    | Pumpkin Pikes 20 | 5:03 |
| 3.    | Pumpkin Pikes 21 | 3:48 |
| 4.    | Pumpkin Pikes 22 | 2:52 |
| 5.    | Pumpkin Pikes 23 | 4:57 |
| 6.    | Pumpkin Pikes 24 | 2:58 |
| 7.    | Pumpkin Pikes 25 | 2:36 |
| 8.    | Pumpkin Pikes 26 | 2:01 |
| 9.    | Pumpkin Pikes 27 | 2:34 |
| 32:49 |                  |      |